# Českobrodská tabule
Českobrodská tabule je geomorfologický podcelek v jižní a jihozápadní části Středolabské tabule, ležící v okresech Mělník, Nymburk, Kolín, Kutná Hora a Praha-východ ve Středočeském kraji a na území hlavního města Prahy.

## Poloha a sídla

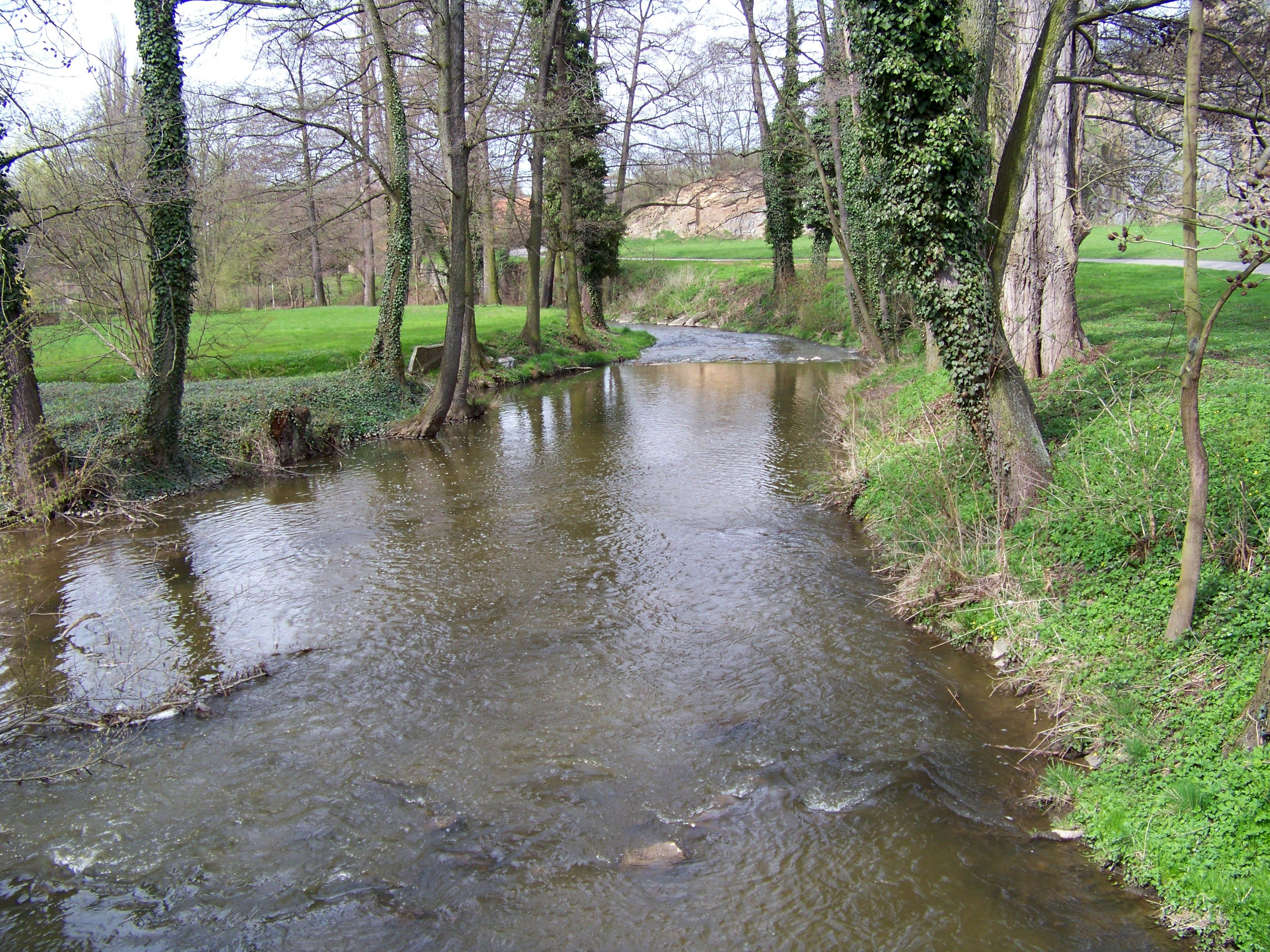
Řeka Výrovka u Kouřimi

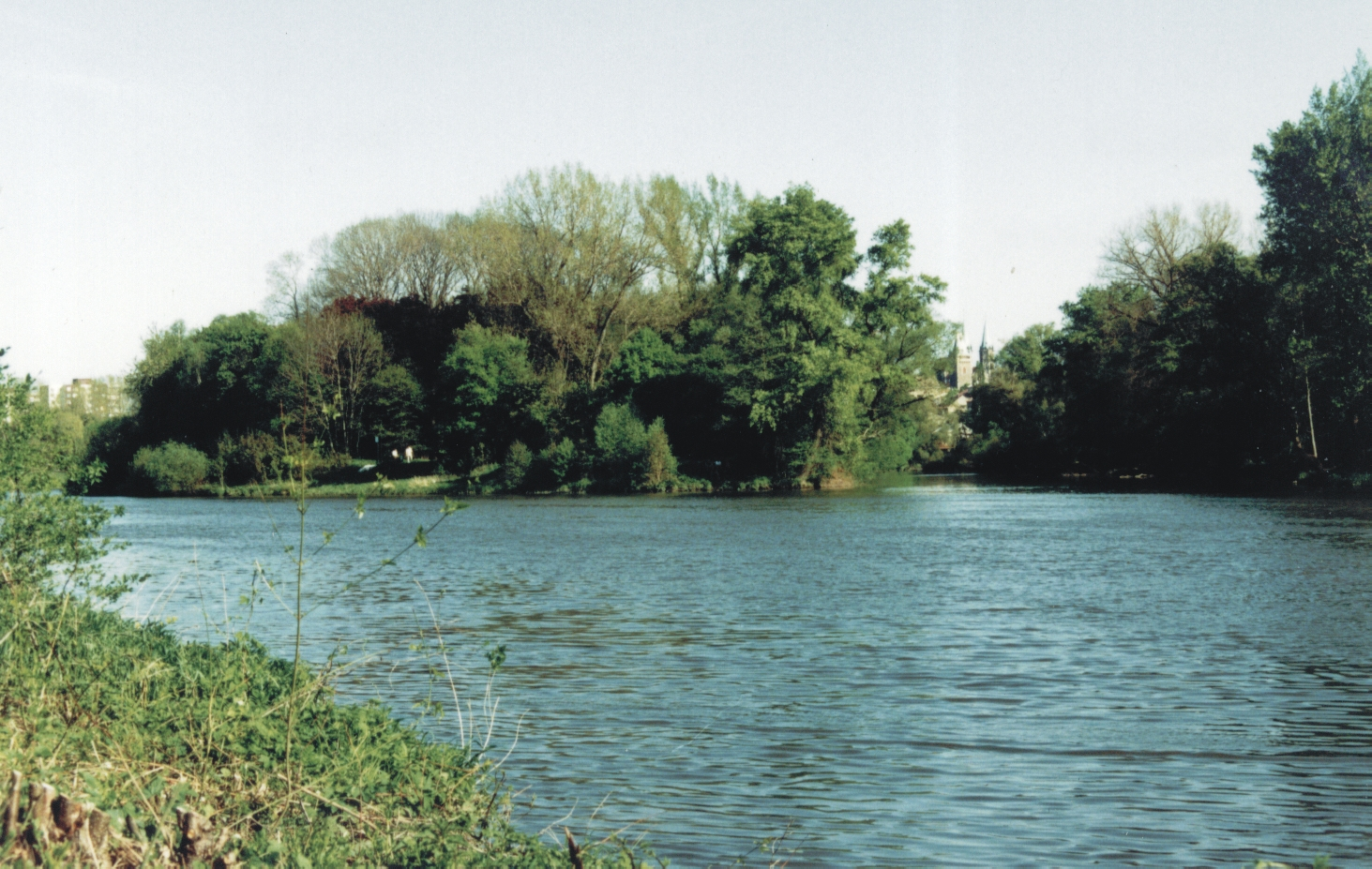
Labe a Kmochův ostrov v Kolíně

Území podcelku, protaženého ve směru SZ–JV, se rozkládá zhruba mezi městy Praha a Kralupy nad Vltavou na západě a Kolín a Kutná Hora na východě. Zcela uvnitř podcelku leží města Český Brod a Kouřim.

## Geomorfologické členění
Podcelek Českobrodská tabule (dle značení Jaromíra Demka VIB–3E) náleží do celku Středolabská tabule. Dále se člení na pět okrsků: Kojetická pahorkatina (VIB–3E–1) na severozápadě, Čakovická tabule (VIB–3E–2) a Bylanská pahorkatina (VIB–3E–3) ve středu, Kouřimská tabule (VIB–3E–4) ve středu a na jihovýchodě a Kolínská tabule (VIB–3E–5) na jihovýchodě.
Tabule sousedí s dalšími podcelky Středolabské tabule (Mělnická kotlina a Nymburská kotlina na severu, Čáslavská kotlina na jihovýchodě) a s celky Hornosázavská pahorkatina na jihovýchodě, Benešovská pahorkatina na jihu a Pražská plošina na jihozápadě.
Kompletní geomorfologické členění celé Středolabské tabule uvádí následující tabulka:
| Geomorfologické členění Středolabské tabule                            | Geomorfologické členění Středolabské tabule | Geomorfologické členění Středolabské tabule |
| ---------------------------------------------------------------------- | ------------------------------------------- | ------------------------------------------- |
| ČESKÁ VYSOČINA • Česká tabule • Středočeská tabule                     |                                             |                                             |
| NYMBURSKÁ KOTLINA                                                      | Sadská rovina                               |                                             |
| NYMBURSKÁ KOTLINA                                                      | Milovická tabule                            |                                             |
| NYMBURSKÁ KOTLINA                                                      | Poděbradská rovina                          |                                             |
| NYMBURSKÁ KOTLINA                                                      | Ovčárská pahorkatina                        | Oškobrh (287 m)                             |
| NYMBURSKÁ KOTLINA                                                      | Středolabská niva                           |                                             |
| ČÁSLAVSKÁ KOTLINA                                                      | Žehušická kotlina                           |                                             |
| ČÁSLAVSKÁ KOTLINA                                                      | Ronovská tabule                             | U Písku (341 m)                             |
| ČÁSLAVSKÁ KOTLINA                                                      | Labsko-klejnárská niva                      |                                             |
| MĚLNICKÁ KOTLINA                                                       | Lužecká rovina                              |                                             |
| MĚLNICKÁ KOTLINA                                                       | Staroboleslavská rovina                     |                                             |
| MĚLNICKÁ KOTLINA                                                       | Všetatská pahorkatina                       |                                             |
| MĚLNICKÁ KOTLINA                                                       | Labsko-vltavská niva                        |                                             |
| MĚLNICKÁ KOTLINA                                                       | Vojkovická rovina                           | Dřínov (247 m)                              |
| MĚLNICKÁ KOTLINA                                                       | Kostelecká rovina                           |                                             |
| MĚLNICKÁ KOTLINA                                                       | Čelákovická pahorkatina                     |                                             |
| MRLINSKÁ TABULE                                                        | Královéměstecká tabule                      |                                             |
| MRLINSKÁ TABULE                                                        | Rožďalovická tabule                         | Ostrá hůrka (278 m)                         |
| ČESKOBRODSKÁ TABULE                                                    | Kojetická pahorkatina                       |                                             |
| ČESKOBRODSKÁ TABULE                                                    | Čakovická tabule                            |                                             |
| ČESKOBRODSKÁ TABULE                                                    | Bylanská pahorkatina                        |                                             |
| ČESKOBRODSKÁ TABULE                                                    | Kouřimská tabule                            | Dílce (366 m)                               |
| ČESKOBRODSKÁ TABULE                                                    | Kolínská tabule                             |                                             |
| PROVINCIE • Subprovincie • Oblast / Celek / PODCELEK • Okrsek • Vrchol |                                             |                                             |

## Významné vrcholy
Nejvyšším významným vrcholem Českobrodské tabule jsou Dílce (366 m n. m.).
- Dílce (366 m), Kouřimská tabule
- Šamtala (316 m), Bylanská pahorkatina
- Dolánka (315 m), Bylanská pahorkatina
- Vinný vrch (311 m), Kouřimská tabule
- Stará Kouřim (294 m), Kouřimská tabule
- Zálužník (285 m), Bylanská pahorkatina
- Čenkov (288 m), Kojetická pahorkatina
- Bedřichov (279 m), Kolínská tabule
- Velká Stráž (272 m), Kouřimská tabule
- Radim (268 m), Kouřimská tabule
- Svědčí hůra (252 m), Čakovická tabule
- Břístevská hůra (233 m), Kouřimská tabule

Nejvyšším bodem podcelku je vrstevnice (400 m) při hranici s Benešovskou pahorkatinou.